# Raiffeisenbank Tölzer Land
Die Raiffeisenbank Tölzer Land eG war eine Genossenschaftsbank mit Sitz in Bad Tölz im Landkreis Bad Tölz-Wolfratshausen.

## Geschichte
Am 25. Mai 1908 gründeten 46 Mitglieder in Thanning den „Darlehenskassenverein Thanning“ nach den Grundsätzen von Friedrich Wilhelm Raiffeisen. Im Jahr 1913 wurde das erste eigene Lagerhaus gebaut. Die erste Sparwoche wurde 1930 ausgerichtet. Die Eröffnung einer Zweigstelle in Egling fand am 15. Oktober 1963 „beim Weindl“ statt. Drei Jahre später schloss sich der Verein mit der benachbarten Raiffeisenbank Ergertshausen-Neufahrn zusammen und in Thanning wurde ein neues Lagerhaus mit Getreidesilo und  Getreidetrocknung gebaut. 1967 wurde das Lagerhaus erweitert, um  auch Kohle und Baustoffe anbieten zu können. Im gleichen Jahr wurde die Raiffeisenbank Deining durch Fusion eingegliedert. 1968 wurden die Büroräume im Bankgebäude in Thanning umgebaut.
Im Jahr 1971 wurde beschlossen, ein neues Bankgebäude in Egling zu errichten. Dieses wurde ein Jahr später feierlich eröffnet werden. Am 1. Januar 1978 wurde der Raiffeisen Versicherungsdienst Thanning GmbH gegründet. Im Jahr 1979 kam durch Verschmelzung die Raiffeisenbank Ascholding eG hinzu. Der vollständige Neubau des Geschäftshauses in Thanning wurde 1982 begonnen und im selben Jahr abgeschlossen. Die Geschäftsstelle Egling wurde im November 1985 umgebaut und modernisiert.
Am 27. Oktober 1994 fand die Verschmelzungsversammlung mit der Raiffeisenbank Dietramszell eG in Thanning statt. Die Fusion erfolgte dann im Jahr 1995 unter dem Namen Raiffeisenbank Dietramszell-Thanning eG.
Im Mai und im November 2000 folgten weitere Fusionen mit der Raiffeisenbank Endlhausen und der Raiffeisenbank Gaißach. Im gleichen Jahr begannen die Bauarbeiten für das neue Raiffeisen Bau- und Warencenter in Öhnböck. Im Juni 2006 wurde die neue Hauptstelle auf der Flinthöhe in Bad Tölz fertiggestellt. Mit dem Umzug nach Bad Tölz wurde die Firmierung von Raiffeisenbank Dietramszell-Thanning eG in Raiffeisenbank Tölzer Land eG geändert. Der Genossenschaftssitz wurde von Thanning nach Bad Tölz verlegt. Am 27. Mai 2008 wurden von der Generalversammlung der Raiffeisenbank im Isarwinkel und am 2. Juni 2008 von der Vertreterversammlung der Raiffeisenbank Tölzer Land die Verschmelzung der beiden Kreditinstitute beschlossen. Die Geschäftsstelle Ascholding wurde 2009 neu gebaut.
Im Herbst 2010 wurde die energetische Sanierung sowie der Umbau der Innenräume der Geschäftsstelle Dietramszell abgeschlossen. 2011 wurden die Arbeiten für das neue Raiffeisen Bau- und Warencenter in Lenggries begonnen. In der Vertreterversammlung 2012 wurde beschlossen den Raiffeisenversicherungsdienst Tölzer Land GmbH in die Bank einzugliedern. Im Juli 2015 begannen die Neubauarbeiten der Geschäftsstelle Egling.
2017 erfolgte die Verschmelzung der Raiffeisenbank Tölzer Land eG und die Raiffeisenbank im Oberland eG. Dabei wurde mit Bezug auf die Region gemeinsam der Zusatz im Oberland benutzt. Die weiteren Abläufe sind unter diesem Lemma eingetragen.

## Geschäftsausrichtung
Die Raiffeisenbank Tölzer Land eG war als Universalbank tätig. Neben dem klassischen Zahlungsverkehrs- sowie Aktiv- und Passivgeschäft arbeitete sie im Verbundgeschäft mit der Allianz Versicherung, DZ Bank, DZ Privatbank, R+V Versicherung, Bausparkasse Schwäbisch Hall, Teambank, VR Leasing und der Union Investment zusammen.

## Einlagensicherung und Institutsschutz
Die Bank war der amtlich anerkannten BVR Institutssicherung GmbH und der zusätzlichen freiwilligen Sicherungseinrichtung des Bundesverbandes der Deutschen Volksbanken und Raiffeisenbanken e. V. angeschlossen.

## Geschäftsgebiet
Das Geschäftsgebiet erstreckte sich von der Gemeinde Egling im Norden des Landkreises über die Gemeinden Dietramszell und Gaißach bis in die Gemeinde Jachenau im Süden des Landkreises Bad Tölz-Wolfratshausen. Sitz und Hauptgeschäftsstelle befand sich in Bad Tölz.

## Geschäftsstellen
Die Bank unterhielt Geschäftsstellen in folgenden Ortschaften:
- Ascholding
- Bad Tölz
- Dietramszell
- Egling
- Endlhausen
- Gaißach
- Jachenau (SB-Geschäftsstelle)
- Lenggries
- Thanning (Egling)/Öhnböck (SB-Geschäftsstelle)

Die Geschäftsstellen und das Geschäftsgebiet wurden mit der Fusion 2017 in die Raiffeisenbank im Oberland übernommen.

## Raiffeisen Bau- und Warencenter
Neben Bankdienstleistungen betrieb die Raiffeisenbank Tölzer Land auch drei Raiffeisen-Bau- und Warencenter. Hauptgeschäftszweige waren hier der Handel mit Baustoffen und -elementen, Baumarktartikeln sowie landwirtschaftliche Betriebs- oder Futtermittel.
Die Standorte befanden sich in Thanning (Egling)/Öhnböck, Lenggries und Warngau.
Der Geschäftsbetrieb wird durch die Raiffeisenbank im Oberland nach der Fusion im Jahr 2017 weitergeführt.